# Douwe Fokkema
Douwe Wessel Fokkema (Utrecht, 4 mei 1931 – Amstelveen, 23 augustus 2011) was een Nederlands literatuurwetenschapper en sinoloog.

## Opleiding
Douwe Fokkema studeerde Nederlandse taal en letterkunde aan de Universiteit van Amsterdam en modern Chinees aan de Universiteit Leiden en de Universiteit van Californië in Berkeley. Zijn doctorsgraad verwierf hij aan de Universiteit Leiden in 1965 met zijn proefschrift Literary Doctrine in China and Soviet Influence 1956-1960.

## Loopbaan
Na vervulling van zijn militaire dienstplicht was Fokkema van 1959 tot 1968  werkzaam bij  het Ministerie van Buitenlandse Zaken, laatstelijk als ambassadesecretaris en tijdelijk zaakgelastigde (1966-1968) in Peking, Chinese Volksrepubliek. Daar was hij ooggetuige van de beginfase van de Culturele Revolutie.
Van 1968 tot 1996 werkte hij bij de Universiteit Utrecht, vanaf 1971 als lector en vanaf 1981 als hoogleraar Algemene en Vergelijkende Literatuurwetenschap en hoofd van de betreffende afdeling.
In 1983 doceerde hij een semester aan Harvard University. Gastcolleges gaf hij onder meer aan de universiteiten van Göttingen (1987), Princeton (1988), Peking University (1993), Edmonton (1995), Chinese Universiteit van Hongkong (1998), Wrocław, Polen (1998), Chengdu (2007).
Douwe Fokkema was voorzitter van de Nederlandse Vereniging voor Algemene Literatuurwetenschap (1975-1981) en secretaris (1973-1979) en president (1985-1988) van de International Comparative Literature Association (ICLA).
In Nederland vormde hij van 1973 tot 1983 met Erik Zürcher de redactie van de Chinese bibliotheek waarvan 14 delen bij de Arbeiderspers zijn verschenen. Ook was hij voorzitter van de redactie van de Utrecht Publications in General and Comparative Literature, waarvan tussen 1985 en 2001 door uitgeverij John Benjamins, Amsterdam, 13 delen zijn uitgegeven. Van 1987 tot 1994 was hij directeur van het Onderzoeksinstituut voor Geschiedenis en Literatuur van de Universiteit Utrecht en van 1990 tot 2004 voorzitter van het onderzoeksprogramma Nederlandse Cultuur in Europese Context van de Nederlandse Organisatie voor Wetenschappelijk Onderzoek.

## Onderscheidingen
In 1995 kreeg Fokkema een eredoctoraat van de Universiteit van Silesië in Katowice, Polen. Drie Chinese universiteiten maakten hem tot honorary professor:  Sichuan University ( Chengdu) (1996),  Yunnan University (Kunming) (2003) en Shenzhen University (2005).
De Universiteit van Gent kende Fokkema in 2001 de Sartonmedaille toe.
In 1968 werd hij benoemd tot Ridder in de Orde van Oranje-Nassau en in 2006 werd hij bevorderd tot Officier in de Orde van Oranje-Nassau.

## Belangrijkste wetenschappelijke publicaties in het Engels
In zijn wetenschappelijk onderzoek is Fokkema geïnspireerd door de receptietheorie die hij toepast in zijn lezersonderzoek, de empirische literatuurwetenschap en het vergelijkend cultuuronderzoek. Het laatste vooral in zijn 'zwanenzang' Perfect Worlds: Utopian Fiction in China and the West  (2011) Amsterdam University Press.
- Literary Doctrine in China and Soviet Influence 1956-1960 (1965)
- Theories of Literature in the Twentieth Century  (1977, 4e druk 1995), samen met Elrud Ibsch. Vertalingen hiervan verschenen in het Italiaans, Spaans, Grieks ,Chinees, Koreaans en Indonesisch.
- Literary History, Modernism and Postmodernism  (1984). Vertalingen in het Portugees en Pools.
- Modernist Conjectures: A Mainstream in European Literature 1910-1940 (1988), samen met Elrud Ibsch.
- International Postmodernism: Theory and Literary Practice (1997), redactie samen met Hans Bertens.
- Knowledge and Commitment: A Problem-Oriented Approach to Literary Studies (2000), samen met Elrud Ibsch. Eerdere Nederlandse versie: Literatuurwetenschap en cultuuroverdracht (1992), Vertalingen  verschenen in het Portugees en Chinees.
- Perfect Worlds: Utopian Fiction in China and the West (2011)

Van de vele boeken waarvan Fokkema redacteur of co-redacteur was wordt hier nog vermeld: Dutch Culture in a European Perspective, vol 5: Accounting for the past: 1650-2000 (2004), eerder verschenen in het Nederlands onder de titel Rekenschap 1650-2000 (2001) en later in het Chinees (2007), redactie met Frans Grijzenhout.

## Publicaties in het Nederlands
- Standplaats Peking: Verslag van de Culturele Revolutie (1970)
- Cultureel relativisme en vergelijkende literatuurwetenschap (openbare les, 11 mei 1971)
- Het Chinese alternatief in literatuur en ideologie (1972)
- Chinees dagboek (1981)
- Het Modernisme in de Europese Letterkunde 1910-1940 (1984), samen met Elrud Ibsch.
- Culturele identiteit en literaire innovatie (afscheidscollege, 14 juni 1996)

Daarnaast de dichtbundel Rivieren (1957), de roman Zichtbare steden (1993) en de novelle Marco’s missie (1999).

## Persoonlijk
Douwe Fokkema was getrouwd met Elrud Ibsch, emerita hoogleraar in de Algemene Literatuurwetenschap aan de Vrije Universiteit

## Over Fokkema & Ibsch
- Hans Bertens: 'Levensbericht. Douwe Wessel Fokkema'. In: Jaarboek van de Maatschappij der Nederlandse Letterkunde te Leiden, jrg. 2013-2014, pag. 47-60
- Dick Schram: 'Levensbericht. Elrud Ibsch'. In: Jaarboek van de Maatschappij der Nederlandse Letterkunde te Leiden, jrg. 2013-2014, pag. 82-90